# 리듬 게임
리듬 게임(rhythm game) 또는 리듬 액션(rhythm action)은 플레이어의 리듬 감각을 시험하는 음악 테마의 액션 비디오 게임 장르이다. 이 장르의 게임은 일반적으로 춤이나 악기의 시뮬레이션 연주에 초점을 맞추며, 플레이어가 음악에 맞춰 정해진 순서대로 버튼을 눌러야 한다. 많은 리듬 게임에는 플레이어가 최고 점수를 놓고 경쟁하거나 시뮬레이션된 악단으로 협력하는 다인용 모드가 포함되어 있다. 리듬 게임은 종종 기타나 드럼과 같은 악기 모양의 새로운 게임 컨트롤러를 사용하여 노래를 연주하는 동안 노트를 맞춘다. 특정 댄스 기반 게임은 플레이어가 압력 감지 패드가 입력 장치 역할을 하는 매트 위에서 물리적으로 춤을 추도록 요구한다.
1996년작 파라파 더 래퍼는 최초의 영향력 있는 리듬 게임으로 평가받으며, 그 기본적인 틀은 이후 장르 게임의 핵심을 이루었다. 1997년 코나미의 비트매니아는 일본에서 리듬 게임 시장을 형성하는 계기가 되었다. 코나미의 음악 부문인 비마니는 다음 몇 년 동안 일련의 음악 기반 게임을 출시했다. 이 중 가장 성공적인 작품은 1998년의 댄스 매트 게임인 댄스 댄스 레볼루션이었는데, 이는 일본 외 지역에서 대규모 성공을 거둔 유일한 비마니 타이틀이었으며, 다른 퍼블리셔들로부터 수많은 모방작이 나오게 되었다.
특히 기타프릭스와 같은 다른 일본 게임들은 실제 악기 연주를 모방하기 위해 악기 모양의 컨트롤러를 사용한 기타 히어로 및 록 밴드 시리즈의 개발로 이어졌다. 인기 있는 록 음악의 포함에 힘입어, 이 두 시리즈는 서구 시장에서 리듬 장르를 활성화시켰고, 콘솔 비디오 게임 시장과 그 인구 통계를 크게 확장했다. 이 게임들은 사운드트랙에 음악이 등장하는 아티스트들에게 새로운 수익원을 제공했다. 이후 출시된 록 밴드 3과 그 후의 락스미스는 플레이어가 실제 일렉트릭 기타를 사용하여 노래를 연주할 수 있도록 했다. 2007년까지 리듬 게임은 다른 액션 게임에 이어 가장 인기 있는 비디오 게임 장르 중 하나로 간주되었다. 그러나 2009년에는 핵심 타이틀에서 파생된 스핀오프 게임들로 시장이 포화 상태에 이르러 음악 게임 퍼블리셔의 수익이 거의 50% 감소했다. 몇 년 안에 두 시리즈 모두 향후 타이틀을 중단하겠다고 발표했다.
이러한 어려움에도 불구하고 리듬 게임 시장은 계속 확장되고 있으며, 모션 컨트롤러 및 키넥트와 같은 카메라 기반 컨트롤을 사용하는 유비소프트의 저스트 댄스 및 하모닉스의 댄스 센트럴과 같은 여러 댄스 기반 게임이 등장했다. 기존 게임들도 다운로드 가능 콘텐츠에 의존하여 플레이어에게 노래를 제공하는 등 새로운 비즈니스 모델을 통해 계속 번성하고 있다. 8세대 콘솔 하드웨어의 도입은 2015년 후반에 액티비전의 기타 히어로와 하모닉스의 록 밴드 타이틀의 복귀를 촉진하기도 했다.

## 정의 및 게임 디자인

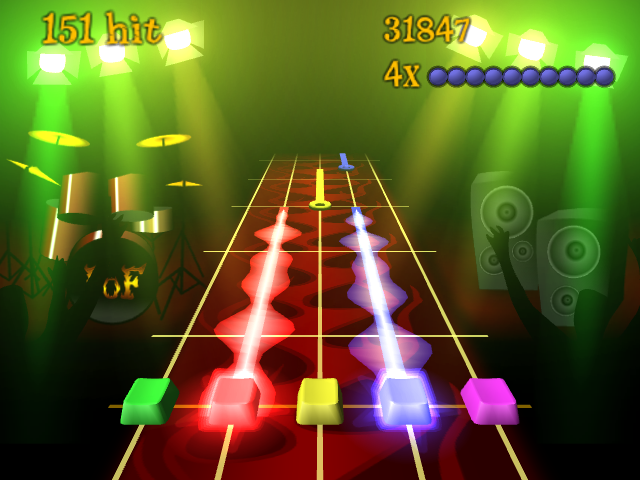
프레츠 온 파이어와 같은 많은 리듬 게임은 스크롤되는 "노트 하이웨이"를 사용하여 연주해야 할 노트를 표시하며, 점수와 퍼포먼스 미터를 함께 보여준다.

리듬 게임 또는 리듬 액션은 플레이어의 리듬 감각을 시험하는 액션 게임의 하위 장르이다. 이 장르에는 댄스 댄스 레볼루션과 같은 댄스 게임과 동키 콩가 및 기타 히어로와 같은 음악 기반 게임이 포함된다. 이 장르의 게임은 플레이어에게 정확한 시간에 버튼을 누르도록 요구한다. 화면은 플레이어가 눌러야 할 버튼을 보여주고, 게임은 정확성과 비트와의 동기화에 대해 점수를 부여한다. 이 장르에는 플레이어의 노래 능력을 테스트하기 위해 리듬과 음정을 측정하는 게임과 각 버튼을 얼마나 세게 누르는지 측정하여 볼륨을 조절하도록 요구하는 게임도 포함된다. 노래는 초견으로 연주할 수 있지만, 플레이어는 일반적으로 더 어려운 노래와 설정을 마스터하기 위해 연습한다. 특정 리듬 게임은 사이먼과 유사한 도전을 제공하는데, 플레이어가 복잡한 버튼 누름 시퀀스를 보고, 기억하고, 반복해야 한다. 리듬 액션은 미니게임 형식으로 나타날 수 있으며, 일부 게임은 리듬과 다른 장르를 혼합하거나 완전히 미니게임 컬렉션으로 구성된다.
일부 리듬 게임에서는 화면에 플레이어의 컨트롤러 입력에 반응하여 연주하는 아바타가 표시된다. 그러나 이러한 그래픽 반응은 일반적으로 배경에 있으며, 아바타는 플레이어보다 관중에게 더 중요하다. 일인용 모드에서는 플레이어의 아바타가 컴퓨터 제어 상대와 경쟁하며, 다인용 모드에서는 두 명의 플레이어 제어 아바타가 일대일로 경쟁할 수 있다. 리듬 게임의 인기는 특수 입력 장치 시장을 창출했다. 여기에는 기타, 드럼, 마라카스와 같은 악기를 모방한 컨트롤러가 포함된다. 댄스 게임에 사용되는 댄스 매트는 플레이어가 압력 감지 패드를 밟아야 한다. 그러나 대부분의 리듬 게임은 제어 패드와 같은 더 일반적인 입력 장치도 지원한다.

## 역사

### 기원 및 일본에서의 인기 (1970년대–2000년)
초기 리듬 기반 전자 게임 중 하나는 1978년 마그나복스 오디세이를 만든 랄프 베어와 하워드 모리슨이 만든 휴대용 게임인 사이먼이었다. 이 게임은 "콜 앤드 리스폰스" 메커니즘을 사용했는데, 플레이어들이 점점 더 복잡해지는 버튼 누름 시퀀스를 번갈아 가며 반복했다.
휴먼 엔터테인먼트의 Dance Aerobics는 1987년에 출시된 초기 리듬 기반 비디오 게임으로, 플레이어가 닌텐도의 NES 비디오 게임 콘솔용 파워 패드 주변 장치를 밟아 음악을 만들 수 있도록 했다. 1996년작 파라파 더 래퍼는 최초의 진정한 리듬 게임으로 평가받으며, 전반적인 음악 기반 게임 중 하나로 평가받는다. 이 게임은 플레이어가 화면에 나타나는 순서대로 버튼을 누르도록 요구하며, 이 기본적인 메커니즘은 미래 리듬 게임의 핵심을 형성했다. 파라파 더 래퍼의 성공은 음악 게임 장르의 인기를 촉발시켰다. 1997년 코나미는 일본의 아케이드에서 DJ 테마의 리듬 게임 비트매니아를 출시했다. 이 게임의 아케이드 캐비닛은 음악 키보드와 유사한 버튼과 LP 레코드를 에뮬레이션하는 고무 패드를 특징으로 한다. 비트매니아는 예상을 뛰어넘는 히트를 기록했고, 코나미의 게임 및 음악 부문은 이 게임을 기념하여 이름을 비마니로 변경하고 다른 리듬 게임 컨셉을 실험하기 시작했다. 비마니의 성공작으로는 기타 모양의 컨트롤러를 특징으로 하는 기타프릭스와 여러 가지 색깔 버튼을 눌러야 하는 비트매니아와 유사한 1998년작 팝픈뮤직이 있다. 기타프릭스 프랜차이즈는 일본에서 새로운 아케이드 게임을 계속 출시하지만, 일본 외부에서는 강력하게 마케팅되지 않았다. 이는 레드 옥테인과 하모닉스가 2005년에 서구 시장을 겨냥한 기타 히어로로 이 공식을 활용할 수 있게 했다. 일반적으로 일본의 아케이드 리듬 게임은 주변 장치 제작 비용과 그로 인한 소매 가격 상승 때문에 해외로 많이 수출되지 않았다. 1999년 비마니 타이틀 드럼매니아는 드럼 키트 컨트롤러를 특징으로 했으며, 기타프릭스와 연결하여 시뮬레이션된 잼 세션을 할 수 있었다. 유사하게, 이 개념은 나중에 하모닉스가 록 밴드 게임을 위해 채택했다.

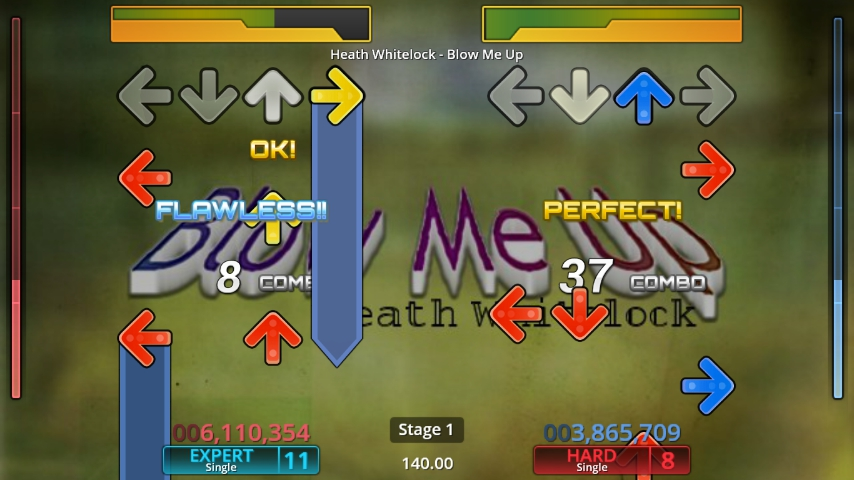
스텝매니아, 댄스 댄스 레볼루션과 유사한 오픈 소스 게임의 스크린샷.

1998년에 출시된 댄스 댄스 레볼루션은 플레이어가 화면 지시에 따라 압력 감지 패드 위에서 춤을 추는 리듬 게임이다. 이 게임은 기타프릭스, 드럼매니아, 비트매니아와 같은 게임들과 달리 일본 내외에서 크게 성공했으며, 비트매니아는 유럽에서 약간의 성공을 거두었다. 같은 해에 출시된 에닉스의 버스트 어 무브는 춤에 유사한 초점을 맞추지만 더 전통적인 입력 방식을 사용한다. 이 게임은 경쟁적인 일대일 전투를 포함하며, 플레이어에게 일반적인 리듬 게임보다 더 많은 자유를 부여한다.
파라파 더 래퍼의 제작자인 나나온샤는 1999년에 Vib-Ribbon을 출시했다. 이 게임은 악기 모양의 컨트롤러를 사용하지 않고, 대신 플레이어가 정확한 시간에 버튼을 눌러 주인공을 장애물 코스를 통과하게 한다. 이 게임의 레벨은 배경 음악에 의해 생성되며, 플레이어는 오디오 CD를 삽입하여 변경할 수 있다. 독특한 스타일과 예술성으로 칭찬받았지만, Vib-Ribbon의 간단한 벡터 그래픽스는 마케팅이 어려웠고, 이 게임은 북미에서는 출시되지 않았다. 세가의 Samba de Amigo는 1999년 아케이드에서, 2000년 드림캐스트에서 출시되었으며, 마라카스 모양의 동작 감지 컨트롤러를 특징으로 한다. 이 게임은 2인용 게임 플레이를 지원하며, 구경꾼에게 볼거리를 제공하고 플레이어들이 게임을 하면서 친목을 다질 수 있게 한다. 2000년, 태고의 달인은 전통 일본 드럼과 현대 팝 음악을 결합하여 일본 아케이드에서 큰 성공을 거두었다. 이 게임은 나중에 서구 콘솔에서 Taiko Drum Master로 출시되었고, 이 프랜차이즈는 일본에서 새로운 설치본을 계속 출시하며, 전 세계적으로 콘솔 출시도 이루어진다. Gitaroo Man은 기타 히어로 출시 4년 전에 기타 연주 주인공을 특징으로 했지만, 기타 모양의 컨트롤러 대신 전통적인 컨트롤러를 사용했다.

### 서구에서의 인기 (2001–2004)
하모닉스는 1995년 MIT 컴퓨터 음악 그룹에서 설립되었다. 1998년부터 이 회사는 파라파 더 래퍼에서 영감을 받은 음악 게임을 개발했다. 2001년, 이 회사는 플레이어가 여러 악기 트랙을 제어하는 프리퀀시를 출시했다. 라이언 데이비스 게임스팟 기자는 이 게임이 이전 리듬 타이틀보다 더 큰 창의적 자유를 제공한다고 썼다. 프리퀀시는 비평가들의 찬사를 받았다. 그러나 플레이어가 관중을 위해 연주할 수 있는 능력을 제거한 이 게임의 추상적인 스타일 때문에 마케팅이 어려웠다. 2003년, 하모닉스는 프리퀀시에 이어 유사한 앰플리튜드를 출시했다. 이 회사는 나중에 2003년에 더 사회적인 가라오케 테마의 음악 게임인 Karaoke Revolution을 출시했다. 남코가 개발하고 2003년에 출시된 닌텐도 게임큐브 타이틀 동키 콩가는 닌텐도의 동키콩 브랜드를 활용하여 광범위한 성공을 거두었다.

### 주변기기 기반 게임 (2005–2013)
2005년, Gitaroo Man의 제작자인 야노 케이이치는 닌텐도 DS용 리듬 게임인 오쓰! 싸워라! 응원단을 출시했는데, 이 게임은 휴대용 기기의 터치스크린 기능을 활용한다. 이 게임은 매우 인기 있는 수입 타이틀이 되었고, 서구에서는 이 게임의 변경된 버전인 도와줘! 리듬 히어로가 출시되었고, 일본에서는 불타올라라! 열혈 리듬혼 오쓰! 싸워라! 응원단 2가 출시되었다.

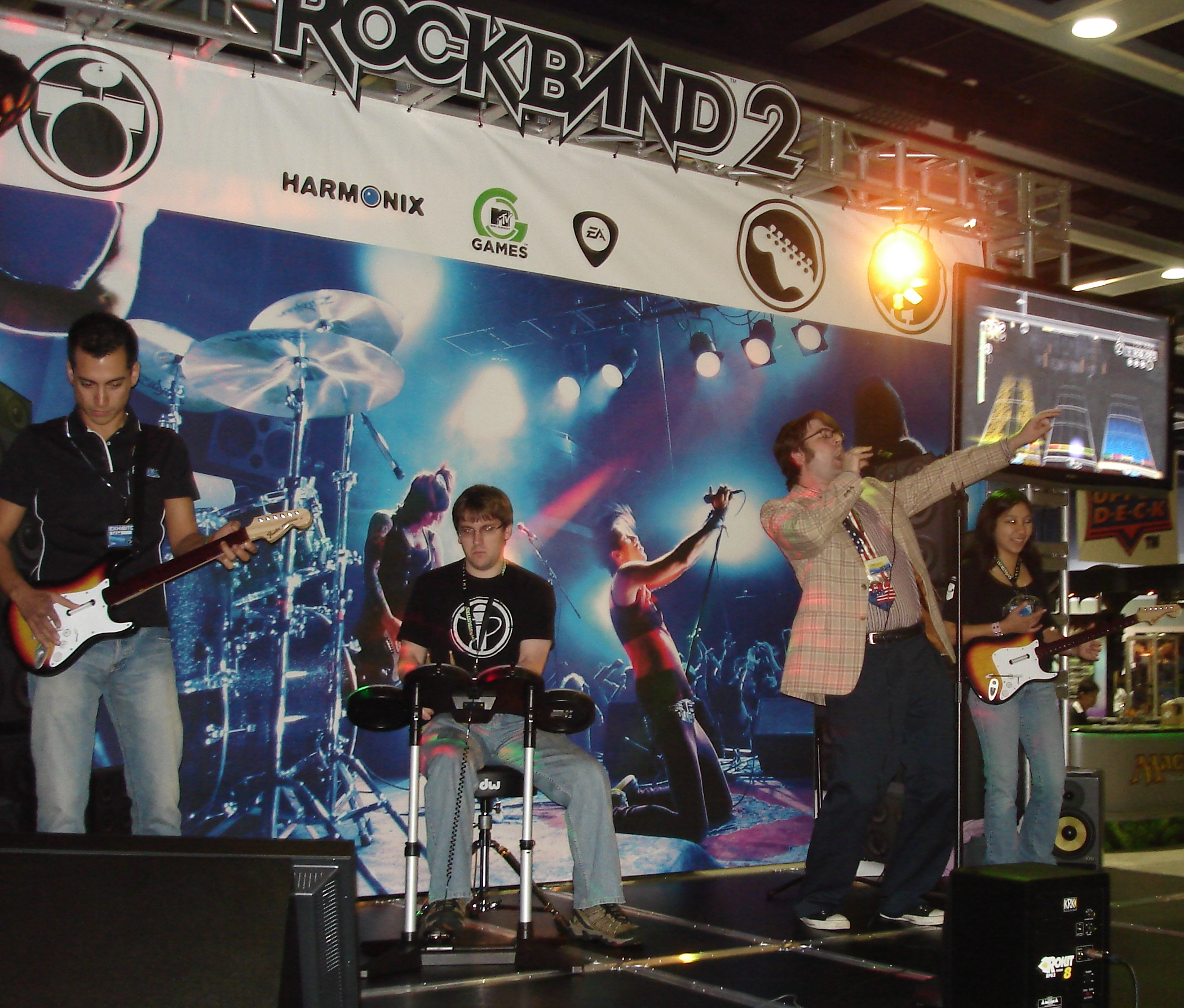
락 밴드 2 플레이어들의 즉흥 그룹

2005년에는 하모닉스와 소규모 퍼블리셔 레드 옥테인이 비마니의 기타프릭스에서 영감을 받은 기타 히어로를 출시했다. 그러나 이전 타이틀의 사운드트랙을 구성하는 일본 팝 대신 기타 히어로는 서구 록 음악을 특징으로 한다. 이 게임은 댄스 댄스 레볼루션 속편과 모방작의 홍수로 인해 정체되었던 리듬 장르를 활성화시켰다. 기타 히어로는 여러 속편을 낳았고, 이 프랜차이즈는 전체적으로 10억 달러 이상을 벌어들였으며, 세 번째 작품은 2007년 북미에서 가장 많이 팔린 게임으로 기록되었다. 하모닉스는 기타 히어로에 이어 록 밴드 프랜차이즈를 출시했으며, 이 또한 10억 달러 이상을 벌어들였다. 록 밴드 타이틀은 여러 악기 컨트롤러와 협동 멀티플레이어를 지원하여 플레이어가 완전한 밴드로 연주할 수 있도록 한다. 기타 히어로 프랜차이즈도 네버소프트가 개발한 밴드 중심의 기타 히어로 월드 투어로 뒤를 이었다. 메탈리카와 에어로스미스와 같은 특정 밴드를 기반으로 한 기타 히어로 타이틀도 출시되었다. 기타 히어로 및 록 밴드용 추가 곡은 인터넷을 통해 구매할 수 있었으며, 이는 추가 수익을 창출했다. 게임에 작품이 수록된 아티스트는 로열티를 받았고, 증가된 홍보는 그들의 음악 판매를 더욱 촉진했다. 기타 히어로 및 록 밴드 프랜차이즈의 성공은 콘솔 비디오 게임 시장과 그 인구 통계를 확장했으며, 이 장르의 인기는 콘솔 판매 증가를 이끌었다. 2008년, 음악 게임은 미국에서 액션 게임 다음으로 두 번째로 인기 있는 비디오 게임 장르가 되었으며, 플레이어의 53%가 여성이었다. 2008년 절정기에는 음악 게임이 비디오 게임 시장의 약 18%를 차지했다.
비디오 게임 산업 분석가들은 2009년이 리듬 게임에 있어 중요한 해였으며, 이는 장르의 미래 성공을 가늠할 수 있게 해줄 것이라고 믿었다. 기타 히어로와 록 밴드 프랜차이즈는 확장되었고, 휴대용 게임 기기 및 휴대폰용으로 출시되었다. 팝 음악을 위한 밴드 히어로와 어린 플레이어를 위한 레고 록 밴드와 같이 특정 장르와 인구 통계를 대상으로 하는 전문 타이틀이 출시되었다. 연초에 음악 게임 판매는 감소했다. 이러한 감소는 악기 컨트롤러 구매 감소에 기인했으며, 플레이어들이 이미 그러한 컨트롤러를 구매하여 재사용하고 있다고 가정되었다. 분석가들은 기타 히어로 5와 더 비틀스: 록 밴드의 미국 판매량이 높을 것으로 예상했음에도 불구하고—출시 첫 달에 각각 100만 개에 가깝거나 초과할 것으로 예상—판매량은 예상치의 절반 정도에 불과했다. 판매 예상치를 충족하지 못한 것은 2000년대 후반의 불경기가 비디오 게임 산업에 미친 영향 때문이기도 했다. 하모닉스 CEO 알렉스 리고풀로스는 당시 기타 히어로와 록 밴드가 시장에서 가장 비싼 비디오 게임이었다고 생각했다. 분석가들은 또한 이를 시장 포화의 신호로 간주했다. 판매 감소에 더하여 장르 정체도 기여했다. 프랜차이즈들은 여러 반복에도 불구하고 동일한 기본 게임 플레이를 유지하여 소비자에게 추가 타이틀을 구매할 유인을 줄였다. 하모닉스 CEO 알렉스 리고풀로스는 시장이 하나의 프랜차이즈만 지원할 수 있다는 믿음으로 록 밴드와 기타 히어로 브랜드 간의 공격적인 경쟁이 이러한 게임의 쇠퇴에 기여했다고 생각했다. 그 결과, 분석가들은 미래 음악 게임에 대한 기대를 낮췄다. 예를 들어, 기타 히어로의 "스핀오프"인 디제이 히어로의 첫 분기 미국 판매량 예상치는 160만 개에서 60만 개로 줄었다. 2008년 14억 7천만 달러를 기록했던 리듬 게임 판매량은 2009년에는 7억 달러에 불과했다. 분석가들은 이 시장이 콜 오브 듀티 시리즈와 같은 "건전한" 5억~6억 달러 수준으로 정착할 것이라고 예측했다. 웨드부시 증권 분석가 마이클 파처는 리듬 게임 시장의 포화가 2009년 업계 매출 12% 감소의 3분의 1을 차지한다고 결론지었다.
약화되는 리듬 게임 시장의 여파는 게임 개발사, 퍼블리셔, 유통업체에 영향을 미쳤다. 후자 두 가지 범주의 회사들은 대부분의 소비자들이 2010년까지 적어도 하나의 악기 컨트롤러 세트를 소유하게 될 것이며, 이는 소프트웨어 및 다운로드 가능 콘텐츠 판매의 중요성을 높일 것이라고 믿었다.
액티비전은 2010년 기타 히어로 출시 일정을 두 게임으로 축소하여 2009년의 재고 관리 코드(SKU) 수를 25개에서 2010년에는 10개로 줄였다. 이 회사는 레드 옥테인, 네버소프트의 기타 히어로 부문, 언더그라운드 개발을 포함한 여러 사내 개발사를 폐쇄했다. 2007년 록 밴드의 성공 이후 하모닉스에 1억 5천만 달러를 지불했던 바이아컴은 2009년의 저조한 판매량 이후 그 투자에 대해 "상당한" 환불을 요구하기 시작했다. 바이아컴은 또한 록 밴드 시리즈의 라이선스 음악 비용을 줄이기 위해 음악 퍼블리셔들과 새로운 계약을 협상하려고 했다. 결국, 이 회사는 2010년 3분기 동안 하모닉스의 구매자를 찾기 시작했다.
2010년 리듬 게임 개발사들은 자사 제품에 새로운 기능을 추가했다. 예를 들어, 록 밴드 3와 Power Gig: Rise of the SixString은 현이 있는 기타 컨트롤러를 지원하며, 두 게임 모두 플레이어에게 정확한 운지법을 가르치는 모드를 포함한다. 이러한 새로운 콘텐츠에도 불구하고 2010년 음악 게임 판매는 부진했다. Guitar Hero: Warriors of Rock과 DJ Hero 2는 북미에서 출시 첫 주에 각각 86,000장과 59,000장만 팔렸다. 이는 2008년 첫 주에 약 140만 장이 팔렸던 기타 히어로 3와는 극명한 대조를 이룬다. 2010년 10월까지 음악 게임은 약 2억 달러의 순매출을 달성했는데, 이는 2008년 같은 기간 장르 수익의 5분의 1에 불과했다. 분석가들은 시장이 연말까지 4억 달러를 넘지 못할 가능성이 높다고 믿었다. 연말 판매량은 3억 달러 미만이었다.
2010년 말까지 악기 컨트롤러 기반 리듬 시장은 "전성기를 한참 지났다"고 여겨졌고, 개발사들은 다운로드 가능 콘텐츠와 모션 제어 시스템과의 잠재적 통합에 초점을 맞췄다. 2010년 말, 바이아컴은 하모닉스를 투자 지원 그룹에 매각하여 록 밴드와 댄스 센트럴을 계속 개발할 수 있도록 허용했다. 리듬 게임 시장의 침체를 이유로 액티비전은 2011년 2월 기타 히어로 부문을 폐쇄했다. 분석가들은 주변기기 기반 리듬 게임 시장이 3~5년 동안 정체 상태를 유지한 후 디지털 유통 모델이나 새로운 비디오 게임 콘솔의 출시로 인해 판매가 다시 증가할 수 있다고 제안했다. 그러나 2013년이 되자 주변기기 기반 음악 게임 시대는 끝났다고 여겨졌다. 하모닉스는 새로운 게임으로 전환하면서 2013년 4월 2일 록 밴드 다운로드 가능 콘텐츠의 정기 업데이트를 중단하겠다고 발표했다.

### 어린 소녀들을 위한 리듬 게임 (2004년–현재)
일본 전자오락실에서 아케이드 기반의 트레이딩 카드 게임이 인기를 얻었다. 2004년 세가는 트레이딩 카드 게임과 리듬 게임 요소를 포함한 패션 코디네이트 게임인 Oshare Majo: Love and Berry를 출시했다. Oshare Majo는 일본에서 큰 인기를 얻었으며, 이후 다른 게임 회사들도 이 장르에 진출했다.
- 세가 – Oshare Majo: Love and Berry (2004–2008) 및 릴프리 (2009–2011)
- 타이토 – KiraKira Idol Rika-chan(일본어판) (2006–2007)
- 아틀러스 – 키라링☆레볼루션: 해피 아이돌 라이프 (2006–2009) 및 완소! 퍼펙트 반장: 쿠루모테 걸즈 콘테스트! (2009–2011)
- 토미 – Won!Tertainment Music Channel(일본어판) (2006–2010), 프리티 리듬 (2010–2014), 프리파라 (2014–2017), 아이돌타임 프리파라 (2017–2018), 키랏토 프리☆챤 (2018–2021), 와츄 프리매직! (2021–2024), 그리고 비밀의 아이프리 (2024–)
- 반다이 – 프리큐어: 데이터 카다스 시리즈 (2007–2017) 및 아이 엠 스타! (2012–)
- 코나미 – 오토카돌 (2015–2022)

이러한 게임들은 처음에는 어린 소녀들만을 대상으로 했지만, 일부 게임들은 종종 "오키나 오토모다치"(직역: '큰 친구들')로 불리는 일부 성인들에게도 인기를 얻었다. 2016년, 프리파라에 대해 토미는 재무 결과에서 "모든 사용자(게임의)가 6세에서 9세 사이의 (일본) 소녀라는 주 타겟으로 계산될 때, 우리는 주 타겟의 모든 사람이 될 만큼 시장 규모를 확장하는 데 성공했다"고 언급했다.

### 가상 아이돌 리듬 게임 (2008년–현재)
가상 아이돌 리듬 게임은 두 가지 다른 미디어 분야에서 일본에서 인기를 얻었다. 하나는 반다이 남코 엔터테인먼트가 개발하고 2005년 아케이드 게임으로 처음 출시된 아이돌마스터 시리즈였다. 초기 게임에서는 플레이어가 신인 스타(아이돌)의 매니저 역할을 맡아 리듬 게임 방식과 유사한 오디션 연주를 포함한 일정을 관리했다. 다른 방향은 크립톤 퓨처 미디어가 2007년 보컬로이드 사운드 합성 소프트웨어 라인으로 가상 아이돌 하츠네 미쿠를 도입하면서 시작되었다. 보컬로이드를 사용하여 소프트웨어 사용자는 미쿠가 보컬로이드에서 만든 음악에 맞춰 노래하고 춤추는 것을 모방하게 할 수 있었고, 이러한 비디오 중 다수는 일본 미디어 공유 사이트 니코니코 동화에서 인기를 얻었다. 미쿠 비디오의 인기는 아이돌마스터 시리즈의 캐릭터를 포함한 다른 인기 캐릭터를 기반으로 한 유사한 비디오로 이어졌다.
다음 아이돌마스터 게임인 2008년의 THE IDOLM@STER LIVE FOR YOU!는 연주 미니게임에 더 초점을 맞췄고, 이는 시리즈의 나머지 대부분의 게임이 가상 아이돌 리듬 게임이 되게 했다. 유사하게, 크립톤이 미쿠와 보컬로이드용 다른 가상 아이돌을 계속 확장함에 따라, 그들은 세가와 협력하여 2009년에 데뷔한 하츠네 미쿠: 프로젝트 디바를 만들면서 이 아이돌들을 비디오 게임용으로 라이선스하는 것으로 확장했다.
이 게임들은 처음에는 주로 콘솔용이었지만, 이 시리즈의 모바일 게임 버전은 2012년(미쿠 시리즈의 미쿠 플릭)과 2013년(THE IDOLM@STER SHINY FESTA)에 등장했고, 러브 라이브!, BanG Dream!, 노래의☆왕자님♪ 및 앙상블 스타즈!와 같은 수많은 모바일 기반 가상 아이돌 리듬 게임이 뒤를 이었다. 이 게임들 중 많은 수가 기존 애니메이션이나 만화 속성을 기반으로 한 부분 유료화 게임이었으며, 일반적으로 수익을 내기 위해 가챠 유형 메커니즘을 포함했다.

### 미래 방향 (2010년–현재)
2010년과 2011년에 Xbox 360(키넥트)과 PlayStation 3(플레이스테이션 무브)용 모션 컨트롤러가 도입되면서, 일부 분석가들은 플랫폼에 구애받지 않는 컨트롤러를 사용하는 댄스 및 밴드 기반 게임 덕분에 리듬 시장이 다시 활성화될 것이라고 언급했다. 유비소프트의 저스트 댄스, 하모닉스의 댄스 센트럴과 Michael Jackson: The Experience와 같은 댄스 게임들은 새로운 모션 센싱 기술을 기반으로 했다. 업계 전문가들은 주변기기 기반 음악 게임의 판매 부진과 팝 음악의 인기 상승으로 인해 댄스 기반 게임이 계속 번성할 것이라고 믿었다. 저스트 댄스와 댄스 센트럴은 2010년 후반 리듬 장르의 판매를 촉진했으며, 댄스 센트럴은 2010년 11월 북미 키넥트용 게임 중 가장 많이 팔린 게임이었다. 두 게임 모두 NPD에 따르면 2009년 11월 대비 장르 판매량을 38% 증가시키는 데 기여했다. 블룸버그에 따르면 하모닉스는 댄스 센트럴과 게임의 다운로드 가능 콘텐츠 판매에 힘입어 2011년에 1억 달러 이상의 수익을 올릴 것으로 예상된다. 저스트 댄스 첫 번째 게임(2009)은 저조한 비평에도 불구하고 콜 오브 듀티: 모던 워페어 2의 베스트셀러 지위를 뒤엎었고, 저스트 댄스 2(2010)는 Wii용 비닌텐도 게임 중 가장 많이 팔린 게임이 되었다. 저스트 댄스 시리즈는 판매 경쟁에서 최고 액션 프랜차이즈와 경쟁했다. 탭탭 리벤지는 탭탭 아이폰 리듬 시리즈의 첫 번째 작품으로, 2008년 플랫폼에서 가장 많이 다운로드된 게임이었다. 탭탭 프랜차이즈는 총 1500만 건의 다운로드를 기록했으며, "가장 인기 있는 아이폰 게임 시리즈"로 기네스 세계 기록에 등재되었다.
2014년 한 해 동안 인디 게임 현상은 이 장르의 여러 변형을 만들어냈다. 게임 Jungle Rumble은 플레이어가 터치 스크린에 드럼을 쳐서 게임을 제어하는 메커니즘을 사용한다. 다른 리듬은 RTS와 같은 환경에서 엔티티를 제어하는 다른 동사에 해당한다. 게임 크립트 오브 더 네크로댄서는 플레이어가 사운드트랙의 비트에 맞춰 메인 캐릭터를 제어하는 메커니즘을 사용한다.
하모닉스는 2014년에 핵심 리듬 게임으로 돌아왔다. 2014년, PS2 타이틀 앰플리튜드의 PS3 및 PS4용 리메이크를 제작하기 위한 킥스타터 캠페인을 성공적으로 마쳤으며, 2015년에 출시될 예정이었다. 또한, 2015년 3월, 이 회사는 2015년 후반에 출시될 록 밴드 4를 발표했는데, 이 게임을 지속적인 무료 및 유료 업데이트와 다운로드 가능 콘텐츠를 통해 플랫폼으로 유지하면서 게임의 핵심 사회적 및 음악적 즐거움에 다시 초점을 맞출 계획이었다. 액티비전 또한 2015년 후반에 기타 히어로 라이브를 발표했는데, 이 게임은 핵심 메커니즘은 유지하되 이중 위치 컨트롤러가 있는 3버튼을 사용하고, 리드 기타리스트의 관점에서 촬영된 록 콘서트의 녹화된 영상을 사용하여 몰입감을 높이는 등 게임을 처음부터 다시 구축한다. 기타 리듬 게임 산업은 락스미스 및 록 밴드 VR과 같은 게임으로 VR 시장을 향하고 있다.
2016년에는 리듬 메커니즘과 추상적인 공포 테마, 독창적인 인더스트리얼 사운드트랙을 결합한 자칭 "리듬 폭력" 게임인 덤퍼가 출시되었다. 특이하게도 덤퍼는 플레이어 캐릭터가 노트를 단순히 화면 밖으로 스크롤하는 것이 아니라 물리적 장애물로 만나는 특징을 가지고 있다. 또한 2016년에는 코나미가 성공적인 지역 테스트 후 댄스 댄스 레볼루션 A로 서구 아케이드 시장에 다시 진출했다.
2017년, 스텝 레볼루션은 DDR 및 인 더 그루브와 유사한 게임인 StepManiaX를 출시했는데, 여기에 추가 중앙 패널이 있다. 이 게임은 현재 매달 업데이트를 출시한다.
2018년, 비트 세이버는 노래의 비트에 맞춰 색깔 큐브를 자르는 것을 중심으로 설계된 가상 현실 리듬 게임으로, 출시 당시 스팀 시장에서 가장 많이 팔리고 가장 높은 평가를 받은 가상 현실 게임이 되었다.
2019년, 리듬 장르는 1인칭 슈팅 게임 장르에 처음 진출했는데, 하모닉스의 AUDICA가 그 시초였다. 이와 동일한 공식은 2019년의 피스톨 윕, 2020년의 BPM: Bullets Per Minute, 2022년의 메탈: 헬싱어에서도 다시 사용되었다.
하모닉스는 2021년 에픽게임즈에 인수되었으며, 2023년 에픽의 포트나이트 게임 플랫폼 내에서 출시된 록 밴드의 게임 플레이를 모방한 새로운 리듬 기반 게임 모드인 포트나이트 페스티벌을 개발했다.

## 건강 및 교육
리듬 게임은 건강 목적으로 사용되어 왔다. 예를 들어, 연구에 따르면 댄스 게임은 전통적인 비디오 게임보다 에너지 소비를 극적으로 증가시키고, 런닝머신에서 걷는 것보다 더 많은 칼로리를 소모한다. 과학자들은 어린이들이 비디오 게임을 하고 텔레비전을 시청하는 데 많은 시간을 보내기 때문에 신체 활동을 포함하는 게임이 비만증과 싸우는 데 사용될 수 있다고 제안했다.
연구에 따르면 댄스 댄스 레볼루션을 플레이하는 것이 충분히 강렬한 심박수 측면에서 유산소 운동을 제공할 수 있지만, VO2max의 최소 수준은 제공하지 않는 것으로 나타났다. 성공적인 예비 연구를 바탕으로 미국에서 비만 및 관련 질병 발병률이 가장 높은 주 중 하나인 웨스트버지니아주는 학교의 체육 수업에 댄스 댄스 레볼루션을 도입했다. 더 뉴욕 타임스에 따르면, "최소 10개 주에 걸쳐 수백 개가 넘는 학교"에서 댄스 댄스 레볼루션(인 더 그루브와 함께)을 교육 과정에 사용했다. 이 나라의 비만 유행을 완화하기 위해 그 수를 수천 개로 늘릴 계획이 세워졌다. 캘리포니아 전 주지사 아놀드 슈워제네거는 이 게임의 학교 사용을 적극적으로 지지했다.
일본에서는 연예인들이 댄스 댄스 레볼루션을 플레이한 후 체중 감량을 보고했고, 이는 이 게임의 가정용 콘솔 버전 판매를 촉진했다. 비마니의 테스터들도 이 게임을 개발하면서 체중이 줄어드는 것을 발견했다.
이러한 게임들이 체중 감량을 돕는다는 추가적인 일화적 증거가 있지만, 미시간 대학교 건강 시스템은 댄스 게임과 다른 엑서게임이 실제 스포츠의 시작점일 뿐이며, 실제 스포츠가 더 효과적이라고 경고했다.
댄스 게임은 맞춤형으로 느리게 변형된 기존 게임과 매트를 사용하여 노인 환자를 위한 재활 및 낙상 예방 프로그램에도 사용되었다. 연구자들은 상업용 댄스 게임에서 볼 수 있는 탭핑 동작보다 더 넓고 사실적인 발걸음을 허용하는 게임 프로토타입을 추가로 실험했다.
MIT 학생들은 싱가포르 정부와 싱가포르 국립 대학 교수의 협력을 통해 맹인과 시력 있는 게이머 모두가 함께 플레이할 수 있는 AudiOdyssey를 개발했다.

### 기타 히어로 및 관련 게임
기타 히어로 게임은 뇌졸중 환자의 재활을 돕기 위해 물리치료와 함께 사용되어 왔는데, 이는 이 게임이 여러 사지의 협응을 요구하기 때문이다. 존스 홉킨스 대학교 연구원들은 기타 히어로 III와 그 컨트롤러를 사용하여 절단 환자를 돕고, 이 환자들을 위한 새로운 의족을 개발했다. 네바다 대학교 리노 연구원들은 햅틱 피드백 장갑을 프리웨어 기타 히어로 클론인 프레츠 온 파이어와 연동하도록 수정하여, 오직 터치와 오디오로만 플레이하는 시각 장애인 플레이어를 위한 음악 게임인 Blind Hero를 만들었다. 기타 히어로는 트렌트 대학교 청소년 수면 연구의 일환으로 사용되었는데, 이 연구는 일반적으로 노래를 플레이한 플레이어가 정상적인 수면을 포함하는 12시간 후에 더 잘한다는 것을 보여주었다.
기타 히어로와 록 밴드는 사람들에게 록 음악을 소개하고 기타를 배우도록 영감을 주었다. Youth Music의 연구에 따르면 영국의 1200만 명의 어린이 중 250만 명이 기타 히어로와 같은 음악 비디오 게임을 플레이한 후 실제 악기를 배우기 시작했다. 이 단체는 이러한 비디오 게임이 음악 교육 프로그램에 통합될 수 있다고 믿는다.
미국의 기타 교사들은 기타 히어로를 배우기 시작한 영감으로 언급하는 학생들의 증가를 보고했다. 반면, 프렛라이트 연습 도구의 발명가와 같은 업계 전문가들은 이 게임의 교육적 가치에 대해 회의적인 입장을 표명했다. 기타 히어로가 리듬과 일반적인 손 협응력을 돕는다는 일화적 증거가 있지만, 기타 학습의 어려움에 대한 잘못된 선입견을 만들어 학생들이 학습을 중단하게 만들 수 있다는 증거도 있다. 기타 센터는 설문 조사를 실시하여 악기 기반 리듬 게이머의 대다수가 미래에 실제 악기를 배울 의향이 있으며, 이미 음악가인 대다수는 악기를 더 많이 연주하도록 영감을 받았다는 사실을 발견했다. 이러한 인기에 불구하고 기타는 1960년대보다 인기가 낮다.
일부 음악가들은 기타 히어로가 음악 교육에 미치는 영향에 대해 비판적이었다. 잭 화이트 (화이트 스트라이프스 출신)는 젊은 관객들이 새로운 작품을 접할 가능성이 가장 높은 장소가 비디오 게임이라는 사실에 실망했다고 말했고, 레드 제플린의 지미 페이지는 사람들이 비디오 게임을 통해 실제 악기를 연주하는 법을 배울 수 있다고 믿지 않는다. 마찬가지로, 프린스는 기타 히어로 시리즈에 자신의 음악이 들어갈 기회를 거절하면서, "아이들이 실제로 기타를 연주하는 법을 배우는 것이 더 중요하다고 생각했다"고 말했다. 다른 평론가들은 (확장된 실물과 같은 드럼 로커 키를 포함하여) 이러한 게임에 사용되는 컨트롤러가 실제 드럼으로 음악을 배우고 만드는 데 잠재적으로 유용하다고 지적했다.

## 대표작

### 비마니시리즈
- 비트매니아 (beatmania)
  - 비트매니아 III (beatmaniaIII)
- 비트매니아 IIDX (beatmaniaIIDX)
- 댄스 댄스 레볼루션 (Dance Dance Revolution)
- 팝픈뮤직 (Pop'n Music)
- 기타프릭스 (GuitarFreaks) / 드럼매니아 (DrumMania)
- 키보드매니아 (KeyboardMania)
- 파라파라파라다이스 (Para Para Paradise)
- 댄스매니악스 (DanceManiaX)
- 유비트 (jubeat)
- 리플렉 비트 (REFLEC BEAT)
- 사운드 볼텍스 (SOUND VOLTEX)

### 아케이드
- 아스트로레인저 (Astro Ranger) (굿맨 엔터테인먼트)
- 이지투디제이 (Ez2Dj) (어뮤즈월드)
- 이지투댄서 (Ez2Dancer) (어뮤즈월드)
- 세이빈 사운드 스타 (Sabin Sound Star)  (3S 엔터테인먼트)
- 펌프 잇 업 (Pump It Up) (안다미로)
- 파라파 더 래퍼 (Parappa The Rapper) (나나온샤)
- 프로젝트 디바 아케이드 (Project DIVA Arcade) - (세가)
- 비브리본 (Vib Ribbon) (나나온샤)
- 스페이스 채널 5 (Space Channel 5) (세가)
- 삼바 데 아미고 (Samba de Amigo) (세가)
- 파라파라 파라다이스 (Para Para Paradise) (코나미)
- 키보드 매니아 (Keyboard Mania) (코나미)
- 댄스 댄스 레볼루션 (Dance Dance Revolution) (코나미)
- 드럼 매니아 (Drum Mania) (코나미)
- 기타 프릭스 (Guitar Freaks) (코나미)
- 팝픈뮤직 (Pop'n Music) (코나미)
- 태고의 달인 (太鼓の達人) (남코)
- 기타히어로 (Guitar Hero) (하르모닉스)
- 록큰 트레드 (Rock'n Tread) (자레코)
- 록큰 피버 (Rock'n Fever) (IGS)
- 네오드럼 (NeoDrumX) (오미크론)
- 디제이맥스 테크니카 (DJMAX Technika) (펜타비전)
- 비트크래프트 사이클론 (Beatcraft Cyclone) (누리조이)
- 프라이데이 나이트 펑킨 (뉴그라운드)

### 온라인 게임
- 캔뮤직 (Canmusic), 보스홀 (Voshall), 패션보스
- 오투잼 (O2Jam)-온라인 서비스 종료
- 디제이맥스 온라인 (DJMAX Online)-서비스 종료
- 디제이맥스 트릴로지 (DJMAX Trilogy)
- 알투비트 (R2Beat)
- 슈퍼 댄서 온라인 (Super Dancer Online)
- 오디션 (Audition)
- 온에어 온라인 (On air Online)-서비스 종료
- 버스트 어 피버 (Burst A Fever)
- 팝스테이지 (PopStage)-서비스 종료
- 아스트로레인저 (AstroRanger)-서비스 종료
- 그루브파티 (GrooveParty)
- 이지투온 (EZ2ON)-과거 서비스 종료되었다가 현재 서비스 재개 2013년 12월 30일 부로 서비스 다시 종료
- 클럽데이 (club day)
- 무브 업 (move up)
- 러브비트 (love beat)
- 누리엔 (Nurien)
- 밴드마스터 (BandMaster)
- 크레이지 레인 (Krazy rain)
- osu!

### 가정/휴대용 게임기와 휴대전화용
- 파타폰1,2,3 (Patapon) - 플레이스테이션 포터블 전용
- 디제이맥스 포터블 시리즈 (DJMAX Portable) - 플레이스테이션 포터블 전용
- 디제이맥스 테크니카 튠 ( DJMAX TECHNIKA TUNE) -  플레이스테이션 비타 전용
- 오쓰! 싸워라! 응원단 (押忍!闘え!応援団) - 닌텐도 DS 시리즈 전용
- 불타올라라! 열혈 리듬혼 오쓰! 싸워라! 응원단 2 - 닌텐도 DS 시리즈 전용
- 도와줘! 리듬 히어로 (Elite Beat Agents) - 닌텐도 DS 시리즈 전용
- 리듬에 맡겨라 (무료게임타운) - 피처 폰 전용
- 리듬천국 골드 / 리듬 세상 (Rhythm Tengoku Gold / Rhythm Heaven) - 닌텐도 DS 시리즈 전용
- 리듬천국 (Rhythm Tengoku) - 게임보이 어드밴스 전용
- 프로젝트 디바 (Project DIVA) - 플레이스테이션 포터블, 플레이스테이션 비타, 플레이스테이션 3
- 프로젝트 미라이 (Project Mirai) - 닌텐도 3DS 전용
- 리듬스타 (Rhythm Star) - 피처 폰 전용
- 리듬스타 2 (Rhythm Star 2) - 피처 폰 전용
- 아이뮤지션 (iMusician) - 피처 폰 전용
- 아이뮤지션2 - 슈퍼스타 (iMusician 2 - SuperStar) - 피처 폰 전용
- 리듬체카 (Rhythem Checka) - 피처 폰 전용
- 뮤직팩토리 (Music Factory) - 피처 폰 전용
- 뮤직레볼루션 (Music Revolution) - 피처 폰 전용
- 리얼비트 (Realbeat) - 피처 폰 전용
- 오스 스트림 (Osu! Stream) - iOS 전용
- 오스 드로이드 (Osu! Droid) - 안드로이드 전용
- 뮤직스타 (Music Star) - 피처 폰 전용, PC 연동, PC 노트툴과 연동
- 탭소닉 (Tap Sonic) - 안드로이드, iOS 전용
- 탭소닉스타 (Tap Sonic Star) - 안드로이드, iOS 전용
- 탭소닉 링스타 (Tap Sonic RingStar) - 안드로이드, iOS 전용
- 오투잼 아날로그 (O2Jam Analog) - 안드로이드 전용
- 오투잼 U (O2Jam Ultimate) - 안드로이드, iOS 전용
- 디제이맥스 레이 (DJMAX RAY) - 안드로이드, iOS 전용
- 디제이맥스 테크니카 큐 (DJMAX Technika Q) - 안드로이드, iOS 전용
- Cytus - 안드로이드, iOS 전용
- Cytus II - 안드로이드, iOS 전용
- Tone Sphere - 안드로이드, iOS 전용
- Deemo - 안드로이드, iOS 전용
- Arcaea - 안드로이드, iOS 전용
- Lanota - 안드로이드, iOS 전용
- Dynamix - 안드로이드, iOS 전용
- VOEZ - 안드로이드, iOS 전용
- 오버래피드 (OverRapid) - 안드로이드, iOS 전용

### 싱글
- BMS (Be-Music Script)
  - PMS
- VOS (Virtual Orchestra Studio)
- osu!
- 스텝매니아 (Stepmania)
- 비트 (Beats)